# Eslovenos de Carintia

La mayoría de los eslovenos de Austria residen en el estado sureño de Carintia.

Los eslovenos de Carintia son una minoría étnica de Austria. Según el censo de 1991, viven 20 191 eslovenos en toda Austria, la mayoría de ellos en el estado de Carintia. Hay otra comunidad eslovena relativamente significativa en Estiria. Gozan de reconocimiento constitucional desde 1955 en virtud del Tratado de Estado de Austria, al igual que las minorías croata y húngara.

## Historia
Tras la desintegración del Imperio Austro-Húngaro y la conformación del Reino de los Serbios, Croatas y Eslovenos, la minoría eslovena de Carintia fue convocada a un plebiscito en 1920. Los resultados de esa consulta popular arrojaron que una amplia mayoría quería seguir perteneciendo a Austria. 

## Bilingüismo
A pesar de que el bilingüismo estaba teóricamente garantizado por las leyes austríacas, su implementación enfrentó en numerosas oportunidades a la minoría eslovena con el gobierno de Carintia y el gobierno federal. Así, durante el mandato del ultranacionalista Jörg Haider, que gobernó Carintia durante una década, el uso del esloveno en ámbitos oficiales fue ampliamente resistido.
Finalmente, en 2011 el gobierno austríaco autorizó la señalización de las localidades de Carintia del Sur en esloveno además de permitir el uso del esloveno como segunda lengua oficial en las localidades con más de 17% de eslovenos.

## Cultura e instituciones

Bandera étnica adoptada por el Consejo de Eslovenos en Carintia.

Los eslovenos de Carintia publican dos semanarios en esloveno, dos revistas mensuales y otras publicaciones periódicas. Hay dos librerías eslovenas en la ciudad de Klagenfurt.